# Centre sportif Giulio-Onesti
Le  Centre sportif Giulio-Onesti, plus connu sous le nom de Centre sportif de l'Acqua Acetosa, est un complexe sportif fédéral du Comité olympique national italien, situé à Rome. Le complexe est conçu pour l'entraînement et les compétitions sportives, mais aussi comme centre de médecine sportive et laboratoire antidopage.
Le centre sportif, inauguré en 1960, est situé dans un quartier de Parioli connu sous le nom d'Acqua Acetosa, d'où son nom.

## Histoire
Le 3 septembre 1992, un incendie détruit la piscine du centre dédiée à la pratique du plongeon, alors que des travaux de rénovation étaient en cours dans la structure en vue des championnats du monde de natation de 1994, qui devaient se dérouler à Rome. L'incendie rend la structure inutilisable, car celle-ci est porteuses de l'ensemble de la couverture du bassin de plongeon et d'une partie de la piscine de natation sont gravement endommagées.
En octobre 1998, le laboratoire antidopage d'Acqua Acetosa fait l'objet d'une attention médiatique particulière en raison de certaines irrégularités commises lors des contrôles, qui entraînent la suspension des activités par le CIO et la démission de nombreux membres du CONI, dont le président Pescante.
Le 7 juin 2011, le nouveau bassin de plongeon, reconstruit après l'incendie de 1992, est inauguré. En 2021, la propriété de l'installation passe de Sport e Salute S.p.A. au CONI. En 2025, elle reçoit la visite historique du président de la République Sergio Mattarella.